# Molophilus cerberus
Molophilus cerberus är en tvåvingeart som beskrevs av Alexander 1927. Molophilus cerberus ingår i släktet Molophilus och familjen småharkrankar. Inga underarter finns listade i Catalogue of Life.